# Vivir de amor
Vivir de amor es una telenovela mexicana producida por Salvador Mejía Alejandre para TelevisaUnivision en 2024. La telenovela está basada en la historia portuguesa de 2010 creado por Pedro Lopes y Aguinaldo Silva, Lazos de sangre. siendo adaptado por Katia Rodríguez Estrada y Doménica Tarello. Se estrenó a través de Las Estrellas el 29 de enero de 2024 en sustitución de Nadie como tú, y finalizó el 26 de julio del mismo año siendo reemplazado por El ángel de Aurora.
Está protagonizada por Kimberly Dos Ramos y Emmanuel Palomares, junto con Gala Montes, Joshua Gutiérrez y la primera actriz Gabriela Spanic en los roles antagónicos.

## Trama
Hace 20 años, la familia del Olmo sufre el rapto de su hija Frida (Gala Montes). El padre de la niña muere al enfrentar a los delincuentes. La policía no encuentra a la menor y la da por muerta. Ignoran que la menor ha logrado escapar y se cruza en el camino de Alma (Magda Karina) y Antonio (Francisco Gattorno), quienes acaban de sepultar a su hija Rebeca. Dado el profundo dolor de su pérdida, deciden quedarse con Frida y hacerla pasar por Rebeca, su hija muerta.
Rebeca crece en un entorno humilde que detesta y al enterarse de su verdadero origen, decide vengarse de su familia de sangre al pensar que la abandonaron a su suerte. Su rabia se centra en su hermana Angelli (Kimberly Dos Ramos), a quien envidia por haber tenido una vida con todos los lujos de los que ella careció, y además acaba de anunciar su compromiso con el rico y atractivo empresario José Emilio Aranda Rivero Cuéllar (Emmanuel Palomares).
Don Emilio (Eric del Castillo), el patriarca de la familia Rivero Cuéllar, sufre un derrame cerebral al descubrir que su nieto Misael (Joshua Gutiérrez), ha cometido un fraude multimillonario en la empresa y José Emilio debe salvarla de la quiebra.
La maldad de Rebeca y Misael se enfrentará a la nobleza y el temple justiciero de José Emilio y Angelli, quienes tendrán que luchar con el corazón en la mano para defender su amor, y combatir con la verdad las mentiras que amenazan con destruirlos.

## Reparto
Una lista completa del reparto se publicó el 26 de enero de 2024, a través de la página web de «TTV.News».

### Principales
- Kimberly Dos Ramos como Angelli del Olmo Sandoval
- Gala Montes como Frida del Olmo Sandoval / Rebeca Sánchez Trejo
- Emmanuel Palomares como José Emilio Aranda Rivero Cuéllar
- Juan Diego Covarrubias como Luciano Garza Treviño
- Joshua Gutiérrez como Misael Pastrana Rivero Cuéllar
- Eugenia Cauduro como Cristina Rivero Cuéllar
- René Strickler como Adolfo Pastrana
- Bárbara Islas como Doris Mendoza
- Gabriela Spanic como Mónica Rivero Cuéllar
- Mariluz Bermúdez como Fátima Aranda Rivero Cuéllar
- Amairani Romero como Elena Sandoval del Olmo
- Magda Karina como Alma Trejo
- Isabel Madow como Wanda Carmín
- Isadora González como Gildarda «Gi» Corcuera
- Mauricio Aspe como Armando Cienfuegos
- Malillany Marín como Jimena Díaz
- Krizia Preciado como Romina Castillo
- Marco León como Sebastián Briseño del Olmo
- Roberto Romano como Bruno Fonseca
- Patricio José como Renato Esquivel
- Mauricio García-Muela como Iker Beltrán
- Fidel Zizumbo como Santiago del Olmo Sandoval
- Renata Chacón como Matilde Garza Castillo
- Alessio Valentini como Lucas Farías Méndez
- Mateo Camacho como Gabriel Álvarez
- Leo Casta como Brayan Maldonado
- Emilio Palacios como Ramiro López
- Paola Hasany como Sandra Fernández
- Orlando Santana como Memo
- Yael Fernández como Axel
- André Sebastián González como Pedrito
- Emi Ducoing como Javier Garza Castillo
- Regis como Loli García
- Alessandro Islas como David
- Eric del Castillo como Emilio Rivero Cuéllar
- Adanely Núñez como Guadalupe Méndez Trejo

### Recurrentes e invitados especiales
- Christian de la Campa como Ulises del Olmo
- Josselyn Garciglia como Dulce Aranda Rivero Cuéllar
- Francisco Gattorno como Antonio Sánchez
- Enrique Montaño como Luis Farías
- Perla Corona como la agente Perla Corral
- Manuel Riguezza como Carmelo Jiménez
- Marcelo Buquet como Mauricio Aranda
- Milia Nader como La Pinky

## Episodios
| N.º | Título                                                    | Fecha de emisión original | Audiencia (millones) |
| --- | --------------------------------------------------------- | ------------------------- | -------------------- |
| 1   | «Le robamos la vida a Rebeca»                             | 29 de enero de 2024       | —                    |
| 2   | «Yo soy Frida del Olmo»                                   | 30 de enero de 2024       | —                    |
| 3   | «Le voy a quitar todo a Angelli»                          | 31 de enero de 2024       | —                    |
| 4   | «Yo voy a ser tu esposa, José Emilio»                     | 1 de febrero de 2024      | —                    |
| 5   | «Eres un ángel, Rebeca»                                   | 2 de febrero de 2024      | —                    |
| 6   | «La muerte de Dulce»                                      | 5 de febrero de 2024      | —                    |
| 7   | «Me gustas, Rebeca»                                       | 6 de febrero de 2024      | —                    |
| 8   | «La suerte está del lado de Rebeca»                       | 7 de febrero de 2024      | —                    |
| 9   | «Quiero que estemos juntos siempre, José Emilio»          | 8 de febrero de 2024      | —                    |
| 10  | «Nos vamos a casar este fin de semana»                    | 9 de febrero de 2024      | —                    |
| 11  | «Nada puede detener nuestro amor»                         | 12 de febrero de 2024     | —                    |
| 12  | «Los declaro marido y mujer»                              | 13 de febrero de 2024     | —                    |
| 13  | «Te perdí la confianza, Angelli»                          | 14 de febrero de 2024     | —                    |
| 14  | «Te vas a pudrir en la cárcel, Santiago»                  | 15 de febrero de 2024     | —                    |
| 15  | «Quiero salvar nuestro matrimonio»                        | 16 de febrero de 2024     | —                    |
| 16  | «Nuestra historia de amor terminó, Angelli»               | 19 de febrero de 2024     | —                    |
| 17  | «No puedo vivir sin ti, Angelli»                          | 20 de febrero de 2024     | —                    |
| 18  | «¿No tienes corazón, Rebeca?»                             | 21 de febrero de 2024     | —                    |
| 19  | «Te quiero fuera de mi vida, Angelli»                     | 22 de febrero de 2024     | —                    |
| 20  | «Me quedé huérfana, José Emilio»                          | 23 de febrero de 2024     | —                    |
| 21  | «Quiero ser tu mujer, José Emilio»                        | 26 de febrero de 2024     | —                    |
| 22  | «Quiero el divorcio José Emilio»                          | 27 de febrero de 2024     | —                    |
| 23  | «La nueva dueña soy yo»                                   | 28 de febrero de 2024     | —                    |
| 24  | «Le haré creer a José Emilio que él es el papá»           | 29 de febrero de 2024     | —                    |
| 25  | «¿Quién es éste hombre?»                                  | 1 de marzo de 2024        | —                    |
| 26  | «Esta fue tu idea, no lo vayas a arruinar»                | 4 de marzo de 2024        | —                    |
| 27  | «Perdóname, Angelli»                                      | 5 de marzo de 2024        | —                    |
| 28  | «¿Qué te hice para que me odies así?»                     | 6 de marzo de 2024        | —                    |
| 29  | «Quiero volver a confiar en ti, José Emilio»              | 7 de marzo de 2024        | —                    |
| 30  | «Vamos a retomar nuestra luna de miel»                    | 8 de marzo de 2024        | —                    |
| 31  | «Estoy embarazada, José Emilio»                           | 11 de marzo de 2024       | —                    |
| 32  | «Mauricio no nos va a volver a molestar»                  | 12 de marzo de 2024       | —                    |
| 33  | «La vida de Rebeca corre peligro»                         | 13 de marzo de 2024       | —                    |
| 34  | «¡Frida es Rebeca!»                                       | 14 de marzo de 2024       | —                    |
| 35  | «Frida está viva y nos ha engañado a todos»               | 15 de marzo de 2024       | —                    |
| 36  | «Ya sé que eres Frida, mi hermana»                        | 18 de marzo de 2024       | —                    |
| 37  | «Soy la hermana perdida de Angelli»                       | 19 de marzo de 2024       | —                    |
| 38  | «Voy a anular el matrimonio»                              | 20 de marzo de 2024       | —                    |
| 39  | «¿Cuáles son tus intenciones, Rebeca?»                    | 21 de marzo de 2024       | —                    |
| 40  | «Todo se paga en esta vida»                               | 22 de marzo de 2024       | —                    |
| 41  | «Si fuiste tú, lo vas a pagar»                            | 25 de marzo de 2024       | —                    |
| 42  | «El destino se empeña en que estemos juntos»              | 26 de marzo de 2024       | —                    |
| 43  | «No me importa morir si es por ti»                        | 27 de marzo de 2024       | —                    |
| 44  | «Yo a ti no te amo»                                       | 28 de marzo de 2024       | —                    |
| 45  | «Nuestro matrimonio se acabó»                             | 29 de marzo de 2024       | —                    |
| 46  | «No mereces ser madre, Rebeca»                            | 1 de abril de 2024        | —                    |
| 47  | «Rebeca sigue embarazada»                                 | 2 de abril de 2024        | —                    |
| 48  | «No vas a poder conmigo, Rebeca»                          | 3 de abril de 2024        | —                    |
| 49  | «No cabemos en un mismo lugar»                            | 4 de abril de 2024        | —                    |
| 50  | «Quiero darme una oportunidad contigo»                    | 5 de abril de 2024        | —                    |
| 51  | «Esta vez el final será diferente»                        | 8 de abril de 2024        | —                    |
| 52  | «Brindar por una larga vida»                              | 9 de abril de 2024        | —                    |
| 53  | «Venganza por despecho»                                   | 10 de abril de 2024       | —                    |
| 54  | «El bebé de Rebeca no es tuyo»                            | 11 de abril de 2024       | —                    |
| 55  | «Al final, Rebeca se salió con la suya»                   | 12 de abril de 2024       | —                    |
| 56  | «Lo que sigue es el divorcio»                             | 15 de abril de 2024       | —                    |
| 57  | «La culpa es una cruz muy pesada»                         | 16 de abril de 2024       | —                    |
| 58  | «De ti depende que Angelli esté libre o presa»            | 17 de abril de 2024       | —                    |
| 59  | «Rebeca te contagió su locura»                            | 18 de abril de 2024       | —                    |
| 60  | «Adiós para siempre»                                      | 19 de abril de 2024       | —                    |
| 61  | «¡Soy inocente!»                                          | 22 de abril de 2024       | —                    |
| 62  | «Condenada al infierno»                                   | 23 de abril de 2024       | —                    |
| 63  | «¿Te quieres casar conmigo?»                              | 24 de abril de 2024       | —                    |
| 64  | «Hablar de hombre a hombre»                               | 25 de abril de 2024       | —                    |
| 65  | «Acepto casarme contigo»                                  | 26 de abril de 2024       | —                    |
| 66  | «¡Bienvenida a prisión!»                                  | 29 de abril de 2024       | —                    |
| 67  | «En la vida siempre hay una solución»                     | 30 de abril de 2024       | —                    |
| 68  | «Voy a hacer de tu vida un infierno»                      | 1 de mayo de 2024         | —                    |
| 69  | «La nueva accionista Rivero Cuéllar»                      | 2 de mayo de 2024         | —                    |
| 70  | «Rebeca nos va a hacer un daño terrible»                  | 3 de mayo de 2024         | —                    |
| 71  | «Te vas a hundir tú sola»                                 | 6 de mayo de 2024         | —                    |
| 72  | «Enferma de odio y envidia»                               | 7 de mayo de 2024         | —                    |
| 73  | «Pagar por los pecados»                                   | 8 de mayo de 2024         | —                    |
| 74  | «Le voy a quitar la presidencia»                          | 9 de mayo de 2024         | —                    |
| 75  | «Poco te va a durar esa felicidad»                        | 10 de mayo de 2024        | —                    |
| 76  | «Lo mejor es cortar los lazos que nos unen»               | 13 de mayo de 2024        | —                    |
| 77  | «Por fin vas a pagar el daño que has hecho»               | 14 de mayo de 2024        | —                    |
| 78  | «Se va a desatar un infierno»                             | 15 de mayo de 2024        | —                    |
| 79  | «Bienvenida al reclusorio de mujeres»                     | 16 de mayo de 2024        | —                    |
| 80  | «¡Adolfo es tu verdadero padre!»                          | 17 de mayo de 2024        | —                    |
| 81  | «Que Rebeca sea liberada de inmediato»                    | 20 de mayo de 2024        | —                    |
| 82  | «Deja de hacerte el héroe con Angelli»                    | 21 de mayo de 2024        | —                    |
| 83  | «Quiero que seas mi esposa»                               | 22 de mayo de 2024        | —                    |
| 84  | «¡Detengan esta guerra!»                                  | 23 de mayo de 2024        | —                    |
| 85  | «Rompo mi compromiso contigo»                             | 24 de mayo de 2024        | —                    |
| 86  | «Nos va a dar el zarpazo»                                 | 27 de mayo de 2024        | —                    |
| 87  | «Vengo a impedir la boda»                                 | 28 de mayo de 2024        | —                    |
| 88  | «La respuesta de Angelli es no»                           | 29 de mayo de 2024        | —                    |
| 89  | «Lo siento mucho Angelli»                                 | 30 de mayo de 2024        | —                    |
| 90  | «Rebeca nunca se acostó con José Emilio»                  | 31 de mayo de 2024        | —                    |
| 91  | «Me gustas muchísimo»                                     | 3 de junio de 2024        | —                    |
| 92  | «No le hagan daño a Rebeca»                               | 4 de junio de 2024        | —                    |
| 93  | «No me casé con Renato»                                   | 5 de junio de 2024        | —                    |
| 94  | «¿Dónde está mi hijo?»                                    | 6 de junio de 2024        | —                    |
| 95  | «Angelli y yo nos reconciliamos»                          | 7 de junio de 2024        | —                    |
| 96  | «¡Esas deben ser las pruebas!»                            | 10 de junio de 2024       | —                    |
| 97  | «Merezco llevar mi verdadero nombre»                      | 11 de junio de 2024       | —                    |
| 98  | «¿Por qué me traicionaste?»                               | 12 de junio de 2024       | —                    |
| 99  | «Su amor ya engendró su primer fruto»                     | 13 de junio de 2024       | —                    |
| 100 | «No eres digna de llevar nuestro apellido»                | 14 de junio de 2024       | —                    |
| 101 | «Esto se acabó para siempre»                              | 17 de junio de 2024       | —                    |
| 102 | «Esa mujer atentó contra mi persona»                      | 18 de junio de 2024       | —                    |
| 103 | «Yo no nací mala»                                         | 19 de junio de 2024       | —                    |
| 104 | «Ese hijo debió ser mío»                                  | 20 de junio de 2024       | —                    |
| 105 | «Angelli no aparece por ningún lado»                      | 21 de junio de 2024       | —                    |
| 106 | «Has hecho que yo te odie»                                | 24 de junio de 2024       | —                    |
| 107 | «No voy a permitir que Rebeca recargue su odio contra ti» | 25 de junio de 2024       | —                    |
| 108 | «Su hija perdió la memoria»                               | 26 de junio de 2024       | —                    |
| 109 | «¡Vas a ir a la cárcel Rebeca!»                           | 27 de junio de 2024       | —                    |
| 110 | «Usted queda en calidad de detenida»                      | 28 de junio de 2024       | —                    |
| 111 | «O te olvidas de ella o te retiro mi apoyo»               | 1 de julio de 2024        | —                    |
| 112 | «Bruno te está jugando sucio»                             | 2 de julio de 2024        | —                    |
| 113 | «Necesitas ayuda profesional»                             | 3 de julio de 2024        | —                    |
| 114 | «¿Soy hijo de Mauricio Aranda?»                           | 4 de julio de 2024        | —                    |
| 115 | «Me tengo que deshacer de las evidencias»                 | 5 de julio de 2024        | —                    |
| 116 | «Perdóname Misael»                                        | 8 de julio de 2024        | —                    |
| 117 | «Encuentra al verdadero asesino»                          | 9 de julio de 2024        | —                    |
| 118 | «Tengo información sobre el préstamo de Misael»           | 10 de julio de 2024       | —                    |
| 119 | «¿Qué podría decirte Bruno?»                              | 11 de julio de 2024       | —                    |
| 120 | «La boda de José Emilio y Angelli se canceló»             | 12 de julio de 2024       | —                    |
| 121 | «Ya no voy a pasarte ni una más»                          | 15 de julio de 2024       | —                    |
| 122 | «Es a Santiago al que tengo que callar»                   | 16 de julio de 2024       | —                    |
| 123 | «Te voy a encontrar traicionera»                          | 17 de julio de 2024       | —                    |
| 124 | «Te tengo en mis manos»                                   | 18 de julio de 2024       | —                    |
| 125 | «Quedaste coja de por vida Rebeca»                        | 19 de julio de 2024       | —                    |
| 126 | «Nadie va a poder separarnos»                             | 22 de julio de 2024       | —                    |
| 127 | «Tu primo fue quien le disparó a Dulce»                   | 23 de julio de 2024       | —                    |
| 128 | «Me voy a vengar de Angelli y José Emilio»                | 24 de julio de 2024       | —                    |
| 129 | «Si te atrapan no te voy a poder ayudar»                  | 25 de julio de 2024       | —                    |
| 130 | «Quiero vivir de amor para siempre»                       | 26 de julio de 2024       | —                    |

Nota
1. ↑  Este episodio se pre-estrenó el 26 de enero de 2024 a través de Vix, la página, app y redes sociales oficiales —incluido el canal de Youtube y cuenta oficial de Facebook— de Las Estrellas.[9]

## Producción

### Desarrollo
El 31 de agosto de 2023, se anunció que Salvador Mejía Alejandre inició la preproducción de su siguiente telenovela. La producción de la telenovela inicio rodaje el 6 de noviembre de 2023, en una locación en Chapultepec, Ciudad de México. El desarrollo de los libretos están a cargo de Katia Rodríguez Estrada y Doménica Tarello, teniendo confirmados 125 episodios para su producción.

### Selección de reparto
El 9 de octubre de 2023, Gabriela Spanic, Amairani Romero, Magda Karina, Eugenia Cauduro, Francisco Gattorno y Eric del Castillo fueron anunciados como parte del reparto. El 11 de octubre de 2023, Emmanuel Palomares fue confirmado como protagonista. El 17 de octubre de 2023, Kimberly Dos Ramos fue anunciada como pareja estelar al lado de Palomares, junto con Gala Montes y Joshua Gutiérrez como villanos de la historia.

## Audiencias
| Temporada | Horario (CT)                     | Episodios | Primera emisión     | Primera emisión      | Última emisión      | Última emisión       | Prom. de espectadores (millones) |
| Temporada | Horario (CT)                     | Episodios | Fecha               | Audiencia (millones) | Fecha               | Audiencia (millones) | Prom. de espectadores (millones) |
| --------- | -------------------------------- | --------- | ------------------- | -------------------- | ------------------- | -------------------- | -------------------------------- |
| 1         | Lunes a viernes 16:30 - 17:30 h. | —         | 29 de enero de 2024 | —                    | 26 de julio de 2024 | —                    | —                                |